# Chilakaluripet
Chilakaluripet ist eine Stadt im indischen Bundesstaat Andhra Pradesh.
Die Stadt liegt im Distrikt Palnadu. Chilakaluripet hat den Status einer Municipality. Die Stadt ist in 37 Wards gegliedert.

## Demografie
Die Einwohnerzahl der Stadt liegt laut der Volkszählung von 2011 bei 101.398. Chilakaluripet hat ein Geschlechterverhältnis von 1020 Frauen pro 1000 Männer und damit einen für Indien seltenen Frauenüberschuss. Die Alphabetisierungsrate lag bei 71,5 % im Jahr 2011. Knapp 73 % der Bevölkerung sind Hindus, ca. 24 % sind Muslime und ca. 3 % gehören einer anderen oder keiner Religion an. 10,1 % der Bevölkerung sind Kinder unter 6 Jahren.